# Cea (Fluss)
Der Cea ist ein 157 Kilometer langer linker Nebenfluss des Río Esla in den spanischen Provinzen León, Valladolid und Zamora in der Autonomen Region Kastilien-León.

## Verlauf
Die Quelle des Río Cea befindet sich auf der Südseite des Kantabrischen Gebirges auf dem Gebiet der Gemeinde Prioro. Sein Weg führt zunächst in Richtung Süden über Sahagún, später nach Südwesten, um schließlich nördlich von Castrogonzálo als linker Nebenfluss in den Río Esla zu münden, der seinerseits in den Duero fließt.

## Nebenflüsse
Nach der Schneeschmelze und nach Starkregenfällen hat der Río Cea eine Vielzahl von mehr oder weniger kleinen Nebenflüssen; die meisten davon führen jedoch im Sommer und Herbst kein Wasser mehr.

## Stauseen
Der Río Cea ist bislang nicht gestaut.

## Orte am Fluss
- Prioro
- Cea
- Sahagún
- Melgar de Arriba
- Mayorga
- Valderas

## Sehenswürdigkeiten

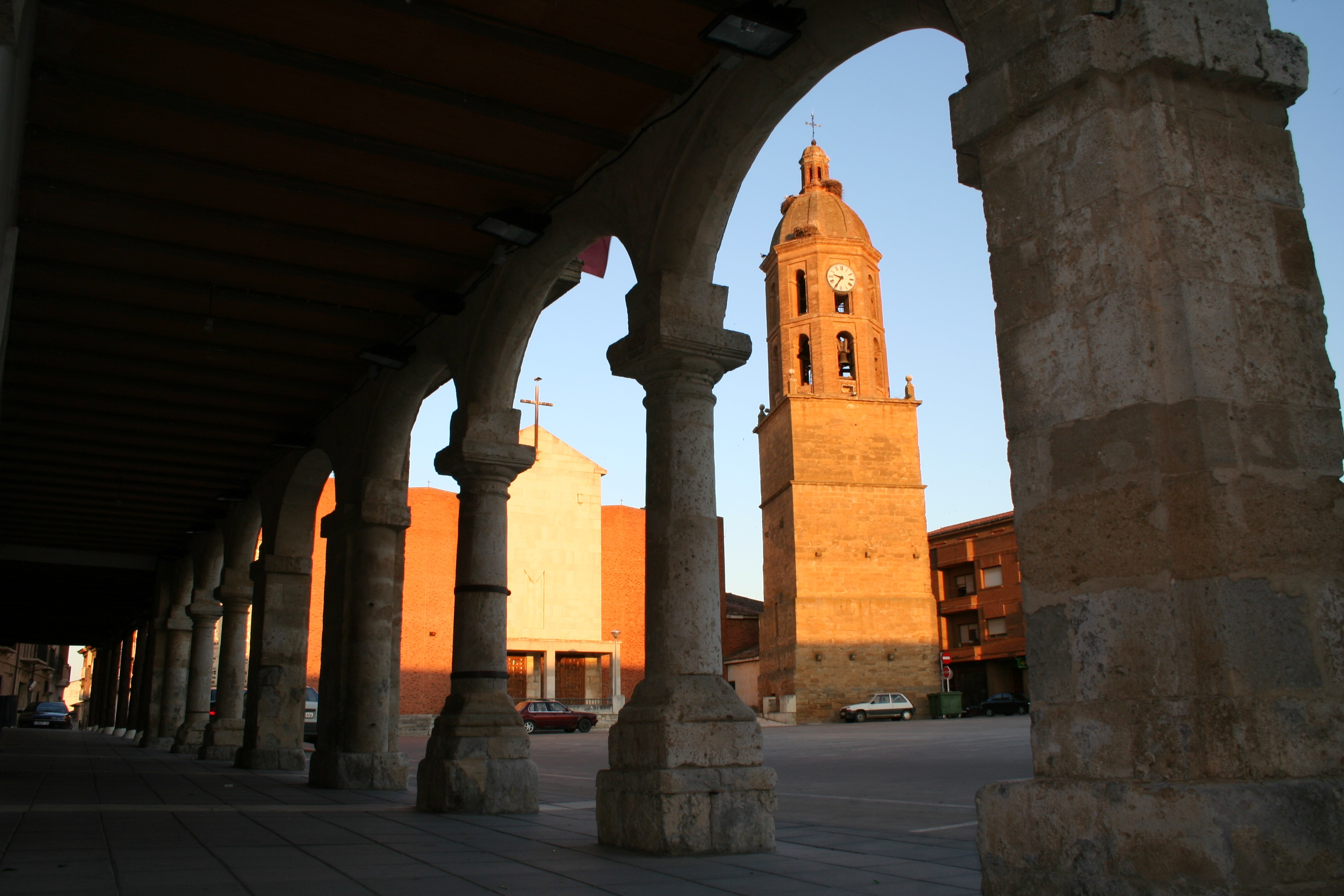
Mayorga, Turm der Kirche San Salvador

Die am Jakobsweg (Camino Francés) gelegene Kleinstadt Sahagún überrascht mit zwei imposanten romanischen Kirchen im Mudéjar-Stil (San Tirso und San Lorenzo). Auch im Städtchen Mayorga finden sich einige historisch bedeutsame Bauwerke.

## Legende
Einer Legende zufolge wurden die frühchristlichen Märtyrer Facundus und Primitivus am Ufer des Río Cea bei Sahagún enthauptet.